# Leopold Ther
Leopold Ther (* 19. April 1908 in Wien; † 25. April 1971) war ein österreichischer Pharmakologe. Seine bedeutendste wissenschaftliche Leistung war die Entdeckung des Angriffspunktes des Coffeins und anderer Methyl-Xanthine im Körper.

## Leben
Ther war Sohn eines Apothekers. Er studierte Pharmazie und anschließend Medizin an der deutschen Karl-Ferdinands-Universität in Prag, wo ihn besonders der Lehrstuhlinhaber der Pharmakologie Emil Starkenstein beeinflusste. 1937 wurde er zum Dr. med. promoviert. Er arbeitete dann am Pharmakologischen Institut der Friedrich-Schiller-Universität Jena bei Richard Labes (1889–1971) und ab 1947 am Pharmakologischen Institut der Johann Wolfgang Goethe-Universität Frankfurt am Main bei Otto Riesser. 1949 habilitierte er sich mit einer dem Forschungsgebiet Riessers nahestehenden Arbeit Studien über Atmung und Glykogenbildung am isolierten Muskel. Im selben Jahr trat er in die Farbwerke Hoechst AG ein, wo er 1953 die Leitung des Pharmakologischen Laboratoriums übernahm. 1957 wurde er zum außerplanmäßigen Professor der Universität Frankfurt am Main ernannt, der er bis zu seinem Tode angehörte.

## Werk
Wichtig für die forschenden Pharmakologen wurde Thers Buch Pharmakologische Methoden, das 1949 mit einem Geleitwort von Otto Riesser erschien.
In seiner Zeit bei Hoechst trug er bei zur Entwicklung des Opioids Levomethadon, das als L-Polamidon® in den Handel kam, des Antitussivums Normethadon, das als Ticarda® in den Handel kam, des Antidepressivums Nomifensin, das als Alival® in den Handel kam, des Lokalanästhetikums Cornecain® und des Diuretikums Furosemid, das als Lasix® in den Handel kam und um das sich Thers Kollege Roman Muschaweck (1918–2007) besondere Verdienste erwarb.
Die Farbwerke Hoechst vertrieben zu Thers Zeit unter dem Markennamen Parmanil® eine Mischung von Adenosin und Theophyllin. Man hoffte, die blutgefäßerweiternden Wirkungen der beiden Substanzen würden sich gegenseitig verstärken. Ther und seine Kollegen prüften das experimentell an isolierten Herzen von Meerschweinchen. Was sie fanden, war aber im Gegenteil ein Antagonismus: Theophyllin hob die Herzwirkung des Adenosins auf. Es war eine Entdeckung von weitreichender Bedeutung. Die Methylxanthine Coffein und Theophyllin wirken im Körper allgemein – im Gehirn, im Herzen, in den Bronchien und in der Niere – in erster Linie als Antagonisten an Adenosinrezeptoren, ob sie nun als Arznei- oder als Genussmittel verwendet werden.